# Departamento Picún Leufú

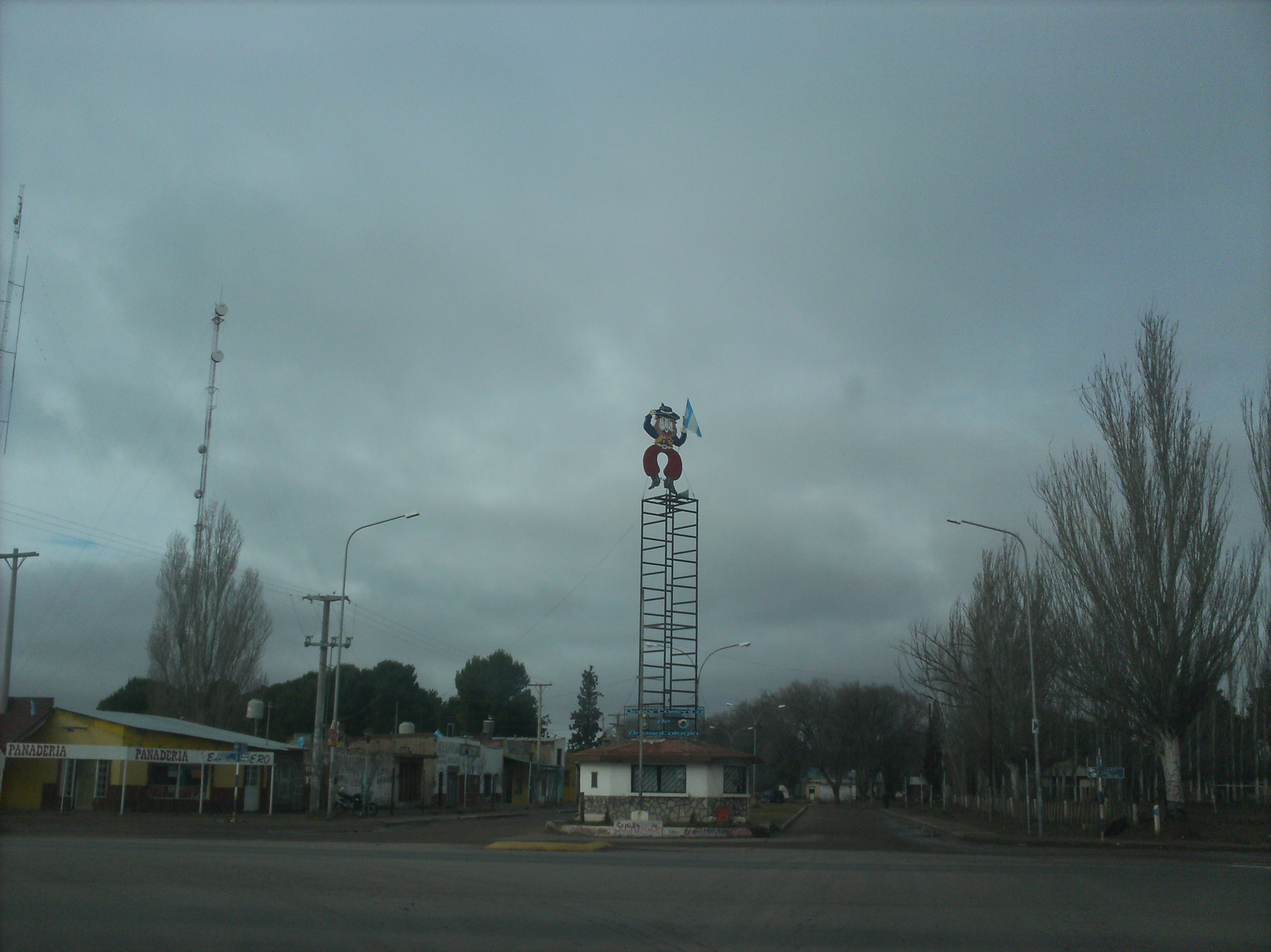
Picún Leufú, el pueblo cabecera de este departamento.

Picún Leufú es un departamento en la provincia del Neuquén (Argentina). 

## Población
Según el censo 2010 tuvo 4578 habitantes.
El censo argentino de 2022 reportó 5087 habitantes.Esto representó un crecimiento del 11.1%. El dato censal lo situó como el tercer departamento menos poblado de la provincia y el segundo con menor crecimiento poblacional.

### Municipios[6]
- Picún Leufú

### Comisiones de Fomento
- Paso Aguerre

- El Sauce

### Localidades y Parajes
- Aguada del Carrizo
- Chocón Medio
- Limay Centro